# Kettler
Kettler  (în germană Heinz Kettler GmbH & Co. KG) este o companie germană cu sediul în Ense-Parsit, cu unități deschise în întreaga lume. Compania produce biciclete, produse pentru petrecerea timpului liber, mobilier de grădină și echipamente pentru exerciții fizice.

## Istorie
Compania a fost înființată în anul 1949, la Parsit, de către Heinz Kettler. Inițial, începând din mansarda unui gater, Kettler a crescut într-o organizație de producție și distribuție la nivel mondial prin vânzarea de produse Kettler, în peste 60 de țări diferite. În 2005, Heinz Kettler a murit și fiica lui Dr. Karin Kettler a preluat compania. Până în această zi, Kettler este încă o afacere de familie, cu peste 2000 de angajați.

## Produse
În anul 1949, Kettler a început prin producerea de mobilier de grădină de înaltă calitate și în 1962 a adăugat în lista de produse Kettcar-ul care s-a bucurat de renume mondial. Începând cu 1977, Kettler a adăugat biciclete din aluminiu pentru linia lor de produse și a început să producă echipamente fitness de înaltă calitate și suprafețe pentru tenis de masă curând după aceea. În plus, Kettler vinde acum o linie completă de jucării pentru copii, de la tricicletele de împins pentru copii mici la tractoare cu pedale. În timp ce produsele vândute variază de la o țară la alta, categoriile de biciclete, sală fitness, mobilier de grădină, tenis de masă și jucării pot fi găsite peste tot în lume.

### Jucării

#### Kettcar
Kettcar a fost introdus pentru prima dată în lume în 1962 ca primul vehicul cu pedale pentru copii, al lui Kettler. Similar cu sistemul de la o bicicletă, pedalele invart, roțile cu ajutorul unui lanț, dar Kettcar avand 4 roți, nu necesită echilibrare la plimbare. De la debutul său, Kettler a făcut multe variante diferite ale Kettcar și a vândut mai mult de 15 milioane de bucati la nivel mondial. Popularitatea Kettcar în Germania este atât de mare încât cuvântul Kettcar a devenit un sinonim pentru masinile cu pedale și a fost introdusă în Duden, dicționarul oficial german, descriind-o ca un "vehicul pentru copii propulsat cu lanț si pedale" Primele patru litere ale cuvântului Kettcar sunt derivate din compania "Kettler", iar cuvântul german pentru lanț, "Kette". Ultimele trei litere sunt derivate din cuvântul "mașină".

#### Kettrike
Kettrike sunt o serie de triciclete pentru copii cu vârste cuprinse între 1-5 ani, care vin cu o bară de împingere detașabilă. Kettrike sunt încă produse în Germania și apoi expediate la nivel mondial. Kettler deține mai multe brevete pe diferite funcții ale Kettrikes.

#### Vehicule cu pedale licențiate
Pe lângă numele lor de brand, Kettler produce și vinde vehicule cu pedale, sub licență mai multor altor companii. Kettler este singurul producător de tractoare cu pedale marca CAT, Case, Massey Ferguson și New Holland.

### Mese pentru tenis de masă
Kettler produce o serie de mese de tenis de masa de înaltă calitate, toate fiind certificate pentru turnee. În anul 1996, comitetul olimpiadei care s-a desfășurat în Atlanta, a ales Kettler ca furnizor oficial pentru mesele de tenis de masă, la jocurile olimpice de vară. În zilele noastre, Kettler produce și vinde aceeași masă care a fost folosită la olimpiada sub numele de "Atlanta". Pe lângă producția de mese pentru interior, Kettler a dezvoltat o tehnologie pentru a face și mese de tenis pentru exterior, care sunt 100% rezistente la apă, păstrând de altfel săritura necesară a mingii.

### Biciclete
Kettler proiectează și produce biciclete de peste 40 de ani, testate să reziste la o varietate de terenuri, condiții meteorologice și reglementări de siguranță. 

### Fitness
Kettler produce o linie extinsă de echipament fitness, variind de la biciclete de exerciții sau biciclete eliptice la benzi de alergare și aparate pentru vâslit.

#### Biciclete eliptice
Bicicleta eliptică oferă beneficiile unor exerciții, cum ar fi jogging sau alergat, fără a pune presiune pe articulații, deoarece picioarele nu părăsesc tălpile bicicletei. Bicicletele eliptice Kettler oferă beneficii superioare de ardere a grăsimilor.

#### Biciclete fitness (biciclete staționare)
Pedalatul oferă nenumărate beneficii sănătății, cum ar fi reducerea riscului de boli de inimă și accident vascular cerebral, în plus îmbunătățește rezistența metabolismul. Bicicletele oferite de Kettler permit practicarea ușoară a exercitiilor, și sunt proiectate pentru un antrenament mai confortabil.

### Mobilier
Având tradiție în construirea mobilierului, Kettler a continuat astfel producția și și-a extins ofertele și cu aluminiu, fier forjat, rășina și mobilier din lemn de tec. Kettler produce în principal mobilă pentru exterior. Cea mai renumită piesă de mobilier a lor este scaunul de rășină, Tiffany, care, datorită design-ului excelent și a stabilității sale, se află în producție de peste 30 de ani.

## Premii
De-a lungul istoriei sale, Kettler a câștigat mai multe premii pentru produsele sale, cum ar fi premiul Plus X, Lillian B Winchester Best of Show Award și multe altele. Din anul 2009, Kettler a câștigat următoarele premii:
- 2013 Ispo Arhivat în 28 iunie 2013, la Archive.is Gold Winner in Category: Performance Fitness Gear
- 2013 Extra Energy Arhivat în 21 februarie 2016, la Wayback Machine. Pedelec Test Winner: Comfort
- 2012 Extra Energy Arhivat în 4 martie 2016, la Wayback Machine. Transport Test Winner
- 2012 Creative Child Magazine: Top Toy of the Year Award
- 2012 Plus X Award Arhivat în 18 septembrie 2013, la Wayback Machine.: Most Innovative Brand
- 2012 3x Plus X Arhivat în 18 septembrie 2013, la Wayback Machine. Product of the Year Awards
- 2011 Fat Brain Toys Award Winner
- 2011 Extra Energy Arhivat în 21 februarie 2016, la Wayback Machine. Test Winner
- 2010 Plus X Award Arhivat în 18 septembrie 2013, la Wayback Machine.: Most Innovative Brand
- 2010 Creative Child Magazine: Top Toy of the Year Award
- 2010 Creative Child Magazine: Seal of Excellence
- 2010 Best Covery Award
- 2009 Lillian B. Winchester Arhivat în 28 august 2014, la Wayback Machine.: Best of Show award
- 2009 Lillian B. Winchester Arhivat în 28 august 2014, la Wayback Machine.: Wrought Iron/Wrought Aluminum Award
- 2009 Plus X Award Arhivat în 18 septembrie 2013, la Wayback Machine.: Most Innovative Brand